# Eligmodontia typus
Eligmodontia typus és una espècie de mamífer rosegador de la família dels cricètids. És endèmic de l'est de la Patagònia argentina. El seu hàbitat natural són les zones de vegetació oberta, com ara els matollars sorrencs i les planes sorrenques amb plantes halòfites. És una espècie en risc mínim, és a dir, no sembla que hi hagi cap amenaça significativa per a la seva supervivència.